# Molen van de Plankkouter
De Molen van de Plankkouter is een windmolenrestant in de tot de Oost-Vlaamse gemeente Geraardsbergen behorende plaats Overboelare, gelegen aan de Groteweg 420 a.
Deze ronde stenen molen van het type beltmolen fungeerde als korenmolen.

## Geschiedenis
De molen werd in 1788 gebouwd. In 1926 werd het wiekenkruis verwijderd en in 1945 werd de molen getroffen door brand, waardoor het binnenwerk verloren ging. Wat overbleef was een kale molenromp.